# Euphyllura tominagai
Euphyllura tominagai är en insektsart som beskrevs av Miyatake 1981. Euphyllura tominagai ingår i släktet Euphyllura och familjen rundbladloppor. Inga underarter finns listade i Catalogue of Life.